# Aloe bernadettae
Aloe bernadettae é uma espécie de liliopsida do gênero Aloe, pertencente à família Asphodelaceae.